# Моравска-Дие
Моравска-Дие (чеш. Moravská Dyje) — река в Чехии (Высочина и Южночешский край) и Австрии (Нижняя Австрия). Сливаясь с рекой Дойче-Тайя около города Рабс-ан-дер-Тайя, образует реку Дие.
Длина реки — 73 км (в том числе 52 км на территории Чехии). Исток расположен вблизи села Паненска-Розсичка в 3 км от города Тршешть на Чешско-Моравской возвышенности. Высота истока над уровнем моря — 657 м. Протекает через город Дачице. У города Рабс-ан-дер-Тайя в Австрии сливается с рекой Дойче-Тайя, образуя единый водный поток Дие.
Площадь водосборного бассейна — 630 км² (в том числе 562 км² на территории Чехии). В чешской части бассейна располагается 821 водный объект общей площадью 625 га, крупнейшие — Новаржишское водохранилище (45 га) и пруды Смихов и Ржибржид (21 и 20 га соответственно). Наиболее значительный приток — Ваповка (длина 28,4 км, площадь водосборного бассейна 108 км²). Среднегодовой расход воды — 3 м³/с.
На реке расположены две небольших ГЭС (Писечне и Чернич) общей мощностью 0,5 МВт.